# Ann Rutherford

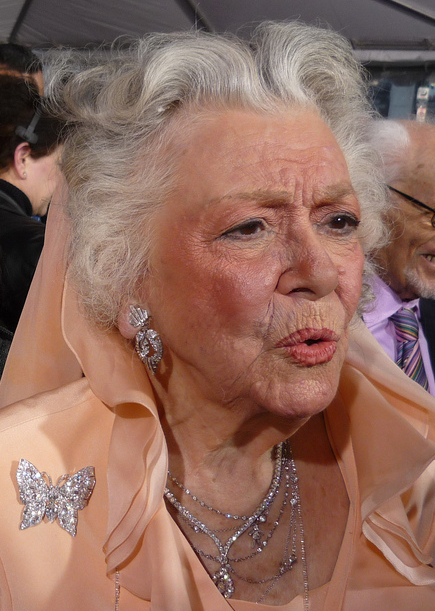
Ann Rutherford (2010)

Therese Ann Rutherford (* 2. November 1917 in Vancouver, British Columbia, Kanada; † 11. Juni 2012 in Beverly Hills, Kalifornien) war eine US-amerikanische Filmschauspielerin.

## Leben
Ann Rutherford wurde als Tochter von John Rutherford, ehemals Sänger an der Metropolitan Opera, und der Schauspielerin Lillian Mansfield im kanadischen Vancouver geboren. Die Eltern zogen kurz nach Geburt der Tochter nach San Francisco und ließen sich bald darauf scheiden. Ann begann ihre Schauspielkarriere schon früh, bereits mit fünf Jahren gab sie ihr Bühnendebüt. 
1935 zog sie mit 17 Jahren nach Hollywood und übernahm schon in ihren ersten Film, dem B-Movie Waterfront Lady, die weibliche Hauptrolle. In den folgenden Jahren spielte sie vor allem in B-Western, unter anderem neben Gene Autry und John Wayne. 1937 wurde sie von Metro-Goldwyn-Mayer unter Vertrag genommen, wo sie unter anderem den Geist der vergangenen Weihnacht in A Christmas Carol (1938) sowie die Lydia Bennett in Stolz und Vorurteil (1940) spielte. Ihre vielleicht heute bekannteste Rolle übernahm Rutherford 1939 als Scarletts jüngste Schwester Carreen O’Hara in dem Filmklassiker Vom Winde verweht.
In Vom Winde verweht wie auch in anderen Filmen war Rutherford vor allem auf die Rolle des gutmütigen jungen Mädchens, des „Girl Next Door“, abonniert. In den USA trug zu ihrer Popularität wesentlich die dort sehr erfolgreiche Andy-Hardy-Filmreihe bei. In dieser spielte sie zwischen 1937 und 1943 wiederholt die Rolle der Polly Benedict, feste Freundin von Mickey Rooneys Hauptfigur Andy. In den 1940er-Jahren wurden Rutherford eine Reihe von Hauptrollen in A-Produktionen angetragen, u. a. an der Seite von Glenn Miller und seinem Orchester im Musikfilm  Orchestra Wives (1942). Auch war sie die Leinwandpartnerin von Red Skelton in mehreren Komödien. 
Zu einem großen Hollywood-Star wurde sie jedoch nie, und ab den 1950er-Jahren war sie beinahe ausschließlich in verschiedenen Fernsehserien zu sehen. Sie kehrte Hollywood weitgehend den Rücken, da sie sich hauptsächlich um ihre Kinder kümmern wollte. Bis einschließlich 1976 hatte sie rund 80 Film- und Fernsehauftritte. Ein Comeback-Angebot von James Cameron, als alte Rose Calvert in Titanic (1997) aufzutreten, schlug Rutherford aus.
Nach der Scheidung ihrer ersten Ehe war Rutherford in zweiter Ehe von 1953 bis zu dessen Tod 1991 mit dem Filmproduzenten William Dozier verheiratet. In ihren letzten Lebensjahren absolvierte Rutherford immer wieder öffentliche Auftritte auf Filmfestivals, speziell im Zusammenhang mit Vom Winde verweht. Die Schauspielerin starb am Abend des 11. Juni 2012 in Beverly Hills im Alter von 94 Jahren nach Herzproblemen und wurde auf dem Holy Cross Cemetery in Culver City beigesetzt. Ann Rutherford besitzt einen Stern auf dem Hollywood Walk of Fame.

## Filmografie (Auswahl)
- 1935: Waterfront Lady
- 1935: The Fighting Marines
- 1936: The Oregon Trail
- 1936: Land der Zukunft (The Lawless Ninetees)
- 1937: Die Braut trug Rot (The Bride Wore Red)
- 1937: Public Cowboy No. 1
- 1937–1943: Andy-Hardy-Filmreihe (13 Filme, darunter Love Finds Andy Hardy)
- 1938: Of Human Hearts
- 1938: Dramatic School
- 1938: A Christmas Carol
- 1939: Dancing Co-Ed
- 1939: Vom Winde verweht (Gone with the Wind)
- 1940: Stolz und Vorurteil (Pride and Prejudice)
- 1940: Wyoming
- 1942: Orchestra Wives
- 1942: Gespensterjagd in Dixie (Whistling in Dixie)
- 1944: Gangsterjagd in Brooklyn (Whistling in Brooklyn)
- 1945: Two O’Clock Courage
- 1947: Das Doppelleben des Herrn Mitty (The Secret Life of Walter Mitty)
- 1948: Die Liebesabenteuer des Don Juan (Adventures of Don Juan)
- 1972: Die Spur der schwarzen Bestie  (They Only Kill Their Masters)
- 1976: Won Ton Ton – der Hund, der Hollywood rettete (Won Ton Ton: The Dog Who Saved Hollywood)

## Auszeichnungen
- 1960: Stern auf dem Hollywood Walk of Fame in der Kategorie Film (6834 Hollywood Boulevard)
- 1960: Stern auf dem Hollywood Walk of Fame in der Kategorie Fernsehen (6333 Hollywood Boulevard)